# Owen Bennett-Jones
Owen Bennett-Jones est un journaliste indépendant britannique, ayant notamment travaillé pour la BBC World Service. 

## Source
- (en) Peter Bennett-Jones: My Life In Media sur The Independent, le 16 janvier 2006.